# Aikidō
El aikido o aikidō (en japonés: 合気道、合氣道, romanizado: "Vía de la Unificación con la Energía vital", "Camino de la Unión con la Energía" o "Camino de la Armonía con la Energía vital"), es un gendai budō o arte marcial tradicional moderno del Japón. Fue desarrollado inicialmente por el maestro Morihei Ueshiba (1883-1969), aproximadamente entre las décadas de 1930 y 1960, a partir de varios estilos de artes marciales clásicas y tradicionales del Japón, con armas y de lucha cuerpo a cuerpo.
Lo primordial en la práctica del aikido es experimentar la derrota, en lugar de cultivar la violencia o la agresividad o, en palabras de Morihei Ueshiba O-sensei, «masakatsu agatsu katsuhayabi» (transliteración del japonés 正勝吾勝, «Victoria Verdadera», «Victoria Final sobre uno mismo», «Aquí y Ahora»). Por consiguiente, el practicante no busca la humillación ni la derrota del otro, sino la forja autónoma del carácter y la unificación de cuerpo y mente con el espíritu, mediante el entrenamiento continuo.
El fundamento del aikido, como arte marcial interno, es el desarrollo del autocontrol para lograr armonizarse con el opuesto por medio de la regulación del espacio, el tiempo y la energía, independientemente de la masa, del género, de la edad o de la fuerza física de los practicantes y oponentes. Lo cual se puede sintetizar en la búsqueda del Shikaku (Punto vacío), por medio de kuzushi (desequilibrios) y de Tai sabaki (esquiva); principios que se manifiestan en las acciones de irimi (entrar, arrasar), atemi (golpear), kokyu-ho (control de la respiración), sankaku-ho (principio de triangulación ofensiva y defensiva), kaiten (giro corto del cuerpo), tenkan (pivote o giro del cuerpo), y  tenshin  (desvíos o absorción) entre otros. Sus técnicas a mano vacía y con las armas tradicionales incluyen: esquivas, caídas, desvíos, golpes a puntos vitales, derribos, proyecciones, lanzamientos, luxaciones, estrangulaciones e inmovilizaciones, uso de puntos de presión y controles. 
El Aikidō, al estar bajo la influencia del Sintoísmo, del Budismo Zen y del Taoísmo, busca formar a sus practicantes como promotores de la Paz y del entendimiento mutuo entre culturas y entre naciones.

## Descripción general y filosofía

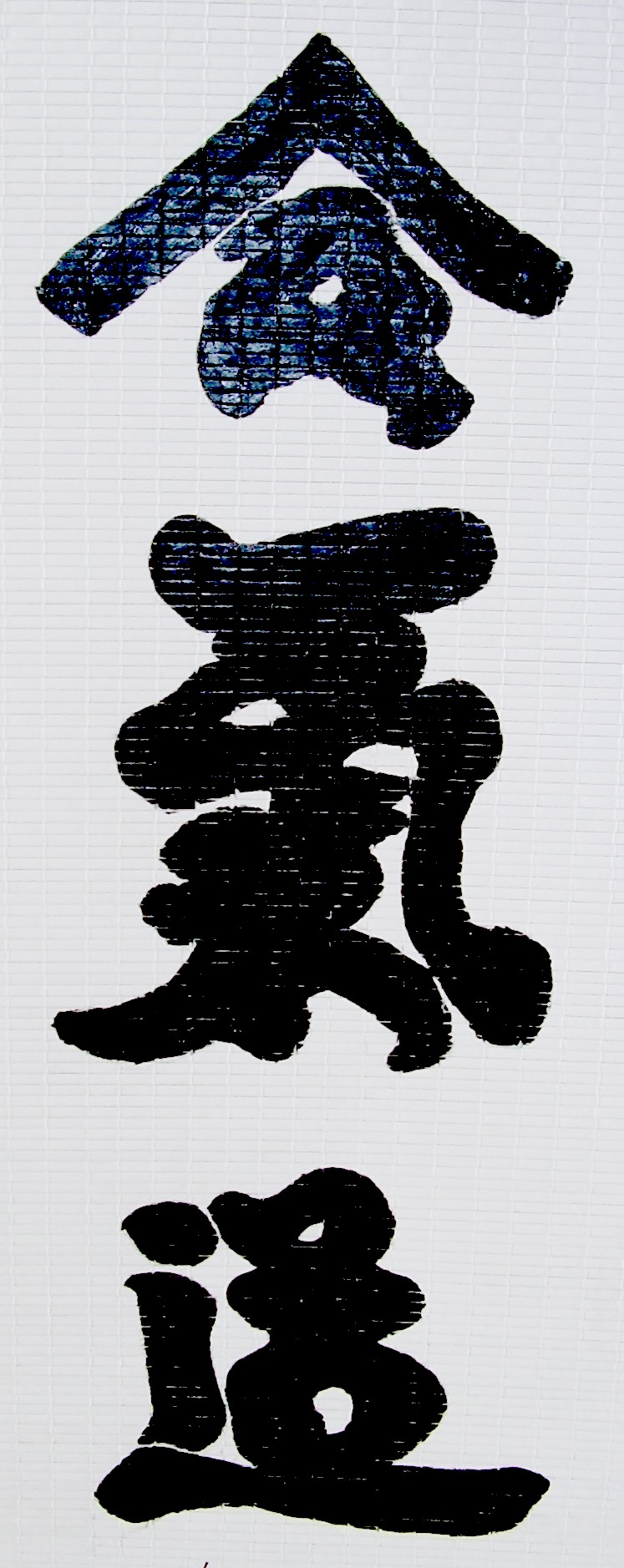
La palabra aikido en caracteres japoneses kanji.

Las fuentes técnicas y tácticas principales desde las cuales el maestro fundador Morihei Ueshiba (llamado O-sensei, por sus alumnos) desarrolló el aikido fueron varias escuelas de artes marciales clásicas (bujutsu) con y sin armas usadas por el guerrero medieval japonés o samurái, como: el daitō ryū Aiki jūjutsu (luxaciones, inmovilizaciones y proyecciones con base en el estilo de esgrima: Ittō-ryū kenjutsu (estilo de esgrima considerado como el directo antecesor del kendo moderno); el Yagyū Shinkage-ryū kenjutsu (esgrima con sable) y el manejo de la lanza, o sōjutsu del estilo hōzōin-ryū; asimismo ha sido influenciado de forma secundaria por las artes marciales del jūkendō (arte moderno del uso de la bayoneta), y el Judo (lanzamientos, estrangulamientos y algunas luxaciones), asimismo esta disciplina no solo fue practicada por Ueshiba sino por varios de sus primeros discípulos, previo a su entrenamiento en aikido.
Filosóficamente, el aikido se basa en las enseñanzas del omoto (‘gran origen’), una secta neosintoísta fundada a fines del siglo XIX por una mujer de nombre Nao Deguchi y propagada a comienzos del siglo XX por su yerno, Onisaburo Deguchi, la cual tuvo una influencia importante en el pensamiento del fundador, el maestro Morihei Ueshiba desde el año 1918.
El maestro Morihei Ueshiba concluyó que el verdadero espíritu de las artes marciales no debe centrarse en el combate, defensa personal o la competencia deportiva, donde el orgullo y el ego se potencian; sino en la búsqueda de la perfección física, mental y espiritual del ser humano, a través del entrenamiento la autorreflexión, y la práctica continua.
Basándose en la enseñanza de su creador, el aikido en general se niega a convertirse en un deporte competitivo y rechaza todo tipo de certámenes o concursos que incluyan las divisiones por pesos, las clasificaciones basadas en el número de victorias y la recompensa a los campeones, ya que estas cosas, entiéndase, solo alimentan el ego, y a largo plazo, la falta de interés por los demás.
En las propias palabras de O-Sensei, definiendo los « Principios del aikido» que estructuran su «núcleo», se aprecia la profunda espiritualidad de su pensamiento:
1. Es el camino que une a todos los caminos del universo por toda la eternidad, es la Mente Universal que contiene todas las cosas y unifica todas las cosas.
2. Es la verdad enseñada por el Universo y se debe aplicar a nuestras vidas en esta Tierra.
3. Es el principio y el camino que unen a la Humanidad con la Conciencia Universal.
4. Llega a su término cuando cada individuo, a través de su verdadero camino, se hace uno con el Universo.
5. Es el camino de la fuerza y la compasión que lleva a la perfección infinita para una mayor gloria de Dios.
6. El aikido es un arte marcial que da armonía tanto a la mente como al cuerpo. Aikido es el arte de la paz.
7. El aikido es el arte del control tanto de nuestra fuerza,espíritu como sentir.

## Historia
Morihei Ueshiba, llamado también O-Sensei, «Gran Maestro», desarrolló el aikido basándose en varias escuelas clásicas de artes marciales de combate con y sin armas, practicadas por los guerreros samurái entre ellas:
- Hōzōin-ryū sojutsu, técnicas tradicionales del manejo de la lanza.
- Tenjin shin' yo ryu jujutsu, lucha cuerpo a cuerpo, con Tokusaburo Tozawa en 1901.
- Yagyū Shinkage-ryū, kenjutsu, esgrima con sable, con Masakatsu Nakai entre 1903 y 1908.
- Jūkendō arte de la bayoneta, como parte de su entrenamiento militar previo y durante la guerra Ruso-japonesa entre 1903 y 1904.
- Judo estilo Kodokan, con Kiyoichi Takagi en 1911.
- Daito Ryu aiki-jujutsu con el maestro Sōkaku Takeda desde 1915 hasta 1937 aproximadamente, siendo uno sus discípulos más destacados.[3]

En 1927, Ueshiba se muda a Tokio y con permiso de Takeda abre su primer dojo llamado Kobukan, en el que enseña Daito ryu aikijūjutsu.
Posteriormente, Ueshiba fue haciendo su propio camino, separándose del Daito ryu aikijujutsu de su maestro Sokaku Takeda, e implementando cambios en las técnicas. Estos cambios fueron reflejándose en los nombres que fue adoptando para referenciar sus enseñanzas. De modo que del aiki-jūjutsu original pasó a ser también conocido como el Ueshiba-ryū.
El desarrollo del aikido actual comenzó tras la época del llamado Asahi-ryū en 1933, durante la cual Ueshiba aún enseñaba Daito ryu aikijujutsu. El Asahi-ryu fue nombrado así por el dojo en el periódico Asahi en la ciudad de Osaka. Este dojo fue formado por Sokaku Takeda en 1936, por razones económicas. Así de regreso en Tokio el maestro Ueshiba dio origen al llamado aiki budō.
Finalmente en 1942, el maestro Morihei Ueshiba adopta el nombre de aikido como oficial para el nuevo arte marcial creado por él, basado en las diferentes artes marciales clásicas que había estudiado, así como en el sintoísmo y el zen, como bases de su filosofía. Esto ocurrió a instancias de Minoru Hirai quien propuso la sección de aikido ante La organización Dai Nihon Butokukai, una entidad fundada en 1895 con el fin de promover las artes marciales del Japón.
Tras la Segunda Guerra Mundial (1939-1945), las artes marciales fueron prohibidas durante unos años en Japón, por las fuerzas de ocupación norteamericanas. A principios de febrero de 1948 el Ministerio de Educación concedió permiso para restablecer el instituto Aikikai y el dojo principal de Tokio recibió el nuevo nombre de Ueshiba Dojo y allí se estableció la Central Mundial del Aikido.
En 1954 se trasladó la sede central del aikido a Tokio estableciéndose el Hombu Dōjō, y el título oficial de Fundación Aikikai para difundir el aikido en el mundo.

## ElKien Aikido
Siendo este arte marcial El Camino de la Armonía con la Energía, se fundamenta en la Realidad del Ki. 

El pictograma kanji para la palabra ki o energía, representa una olla con arroz exudando vapor.

El concepto del Ki equivale al chino Qì, el hindú Prana o el griego Pneuma y se traduce generalmente como «Energía vital» o por analogías adecuadas a los diferentes contextos encontrados dentro de la práctica, como «Aliento», «Intención» o «Espíritu».
El aikido trabaja con el concepto de ki awasé (来合わせ) o unión del ki de nage y de uke, ki awasé es asimismo la denominación de una serie de ejercicios en pareja con el bastón medio o jō, y con el de ki no musubi (気の結び), o conjunción del ki de ambos participantes. Se atribuye al maestro Kōichi Tōhei haber popularizado el uso del término a través de sus libros y conferencias y al maestro Morihiro Saito la práctica de ejercicios con sable para el Ki no Musubi.
El armónico fluir del Ki en el cuerpo del aiKidoka durante la realización de una técnica y la combinación del ki de ambos participantes, se consideran objetivos esenciales de la práctica del aikido. El kiai es una exhalación sonora que es parte del fluir de la energía vital, la intención emocional durante la ejecución de una técnica. El kiai es igualmente usado asiduamente en las artes marciales del kendo (esgrima japonesa) y en el karate-Do (método de esgrima corporal enfocado en los golpes con la mano abierta, los puños y con los pies).

## El método formativo del aikido y su enfoque marcial

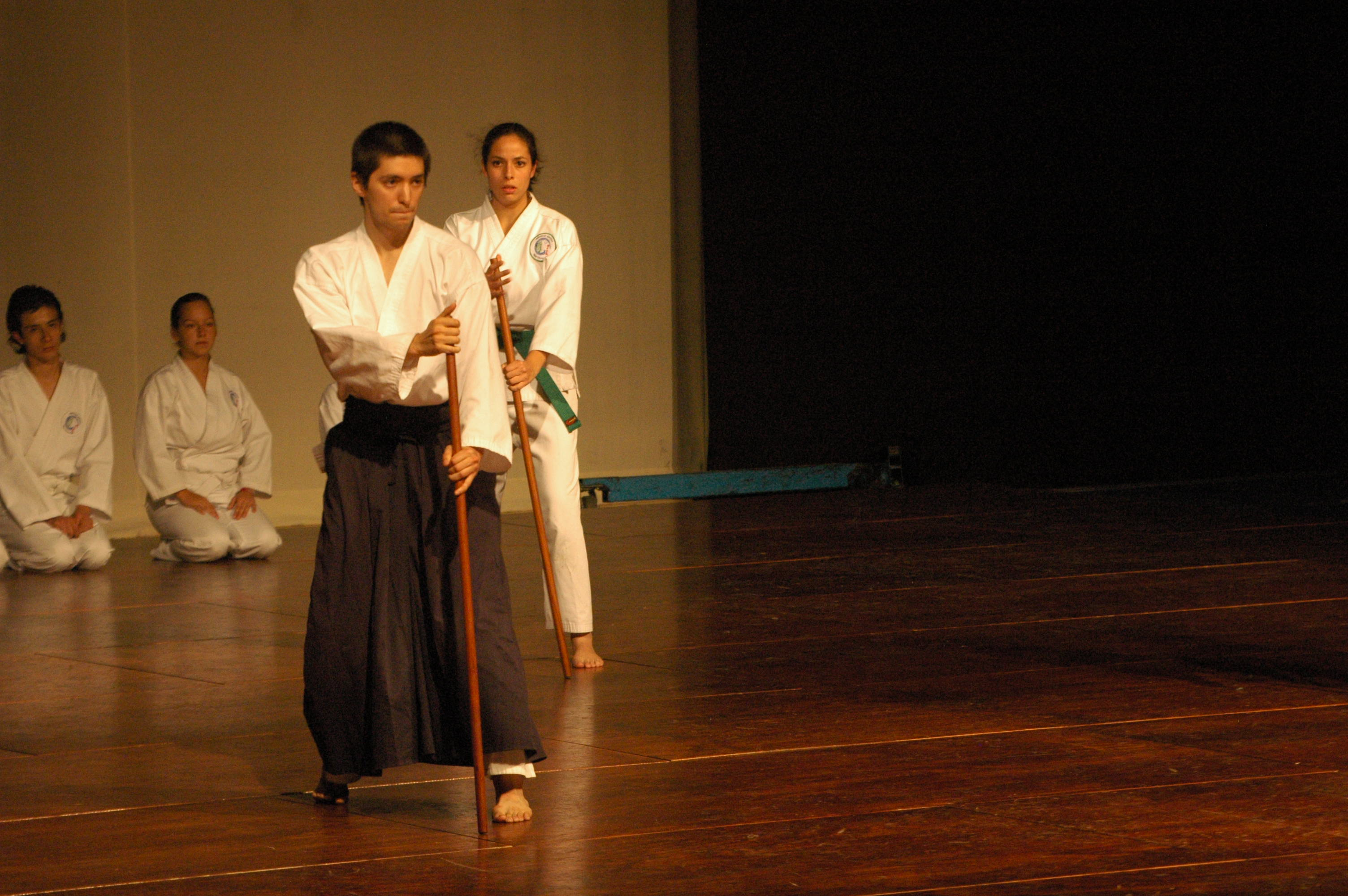
Exhibición de aikido en el Instituto Tecnológico y de Estudios Superiores de Monterrey, Campus Ciudad de México.

«El aikido es el arte de la paz», como afirmó el maestro Kisshomaru Ueshiba. Su fundador, el maestro Morihei Ueshiba no lo creó como un método más de defensa personal. Su intención fue además desarrollar un arte marcial capaz de integrar a la persona en todos sus aspectos: físico, mental, emocional y espiritual. Sus técnicas buscan disuadir al oponente, convenciéndolo del error de su actitud.   
El aikido como arte marcial es defensa personal con autocontrol, ya que como afirma el maestro Kisshomaru Ueshiba en su libro El espíritu del aikido: "En realidad, el aikido puede ser duro, vigoroso y dinámico, con fuertes presas a las muñecas, lanzamientos y golpes directos atemi, y a pesar de lo que pueda creerse, contiene numerosas técnicas devastadoras, especialmente las destinadas a desarmar y someter al oponente";  llegado el caso, el practicante buscará defenderse con armonía (dentro de los límites legales), con firmeza pero con serenidad, procurando mantener el respeto hacia sí mismo, impidiendo que la propia rabia o el miedo lleguen a dominarle.
En aikido no se utiliza la palabra «enemigo»; sino que se le considera un compañero de práctica que ataca de forma honesta y comprometida, o simplemente uke —la participación en la técnica por parte del uke se denomina ukemi, que proviene del verbo japonés ukeru (受ける, 'recibir')—, pues mientras se entrena, si la mente ve un contrincante en la persona que realiza el ataque, el propio ego impedirá una respuesta armoniosa y respetuosa hacia el uke. Por esto en la gran mayoría de estilos de aikido no hay competiciones que enfrenten a un aikidoka contra otro.
En la práctica se da el encuentro entre dos, el nage (de 'lanzar', 'proyectar', 'el que lanza'), llamado en algunas escuelas tori (defensor), o sea quien realiza la técnica, busca evitar que, por descuido, rabia o descontrol, se inflija daño sin sentido al uke, (quien recibe la técnica). Los practicantes deben ser conscientes de la responsabilidad que adquieren al aprender las diferentes técnicas. La persona que entrena aikido asume que desea cultivar sus capacidades para mejorar su calidad de vida, no para maltratar a quien se le ponga por delante.
Siendo de personas inteligentes, el saber apreciar lo que piensan o sienten los demás, un aikidoka nunca menospreciará a su compañero de práctica, pues él/ella o ellos le dan la oportunidad de desarrollar su propio crecimiento personal. Se podría decir que el compañero, o uke es como un espejo, incluso el estado físico y psíquico en el que se deja al compañero al acabar la técnica indicará en que estado estaba el nage quien ejecuta la técnica. Dependiendo del grado de control que se tenga en el cuerpo y sobre las acciones, dependen los resultados.
Entre aikidokas experimentados siempre surge la duda si la filosofía del aikido es la que da forma a las técnicas, o es al revés; las técnicas llevan a la filosofía. Las dos razones son ciertas: al principio, cuando se accede al aikido ignorando su espíritu, por medio de las técnicas se comprende que hay formas más armoniosas de defenderse que golpeando repetidamente y con sedicia al agresor. Con el tiempo, sin embargo se descubre que la persona no necesita, ni desea realmente hacer daño a los demás para protegerse, así que el comportarse de forma violenta, se convierte en una opción más, pero no en la única respuesta. 
Se comprende que las técnicas de aikido contienen el espíritu de la Paz, puesto que se educa el instinto primario de la agresividad. Al conseguir llegar aquí, el aikidoka se esfuerza porque las técnicas contengan el grado máximo de armonía.
Otro aspecto relevante en la práctica de este arte marcial es el hecho de experimentar los dos papeles, atacante y defensor con el mismo ánimo, desde una perspectiva no solo de aprendizaje técnico, sino también como una experiencia que forma nuestro carácter. El papel de nage, no es más importante que el de uke, bien al contrario, se cree que si no desarrollamos primero la actitud de un uke que ataca de manera sincera, sin dudar, no se podrá llegar a ser unos buenos nage. Esto es así debido a la particular forma de las técnicas de aikido, que buscan convencer antes que dominar, lo cual nos obliga a entender que le ocurre a uke cuando le realizamos una técnica.

### El enfoque del aprendizaje
A diferencia de la gran mayoría de artes marciales tradicionales o modernas y deportes de combate, que buscan condicionar o mecanizar los diferentes gestos de defensa y ataque, el aikido busca la paz mental y emocional, hacia un proceso de continua creación, siendo uno con el Universo. 
El maestro Mitsugi Saotome, discípulo del maestro fundador Morihei Ueshiba, afirma: 

"El aikidō busca educar nuestros instintos para estar en armonía con el universo".

Esto se logra entrenando nuestra percepción, desarrollando nuestra decisión, dando lugar a una técnica armoniosa. Por esta razón se comienza por las tomas de muñeca, los agarres y retenciones, para dar lugar a los agarres en movimiento, a los ataques tipo tegatana o de mano bokken; luego en los grados intermedios, se da lugar a los ataques armados tradicionales con el tanto y bokken, y con bastón corto de madera, o jo), así como a los ataques ante múltiples compañeros. Y posteriormente, ya en los grados avanzados se permiten los ataques ante puñetazos, patadas, estrangulaciones así como sus combinaciones. Y finalmente se llega a las respuestas múltiples frente a uno o más compañeros armados o no. Todo dentro de un proceso circular de aprendizaje. Permitiendo así al practicante el acercarse al conflicto desde el inicio de la práctica, de manera progresiva, segura y gradual.
Las técnicas del aikido se desarrollan teniendo en cuenta los aspectos en común entre sí mismas, de manera simultánea con la táctica; además de aplicar un acondicionamiento físico diferente al estar basado en la relajación, la alineación corporal, los desequilibrios, los giros, las torsiones y extensiones, y la transferencia del peso corporal e impulso, además del desarrollo de una tono muscular dinámico muy específico. Logrando una fusión sincronizada de las trayectorias de ataque y defensa dentro de circuitos o trayectorias de movimiento horizontales, verticales o diagonales incluyendo movimientos en elipse, circulares o en espiral. 
Ésta es la razón fundamental por la cual se califica y critica al aikido como una disciplina demasiada sofisticada, demasiada suave, muy compleja, y poco práctica para aprender y aplicar a corto plazo, ya que es necesario el desarrollo de una gran percepción física y emocional, además de mucha práctica constante para aplicarlo efectivamente en situaciones de defensa personal; en comparación a los escasos requerimientos en materia de relajación, sensibilidad y percepción interna de varios de los deportes de contacto (los cuales hacen un mayor énfasis en la mecanización y adaptación de los movimientos basándose en el desarrollo de las capacidades físicas como: la fuerza, la rapidez, la resistencia o aguante, y la flexibilidad específica, y los límites respecto al tiempo y golpes permitidos incluidos en su reglamento; algunos ejemplos de estas disciplinas deportivas son: el boxeo, la lucha olímpica, el kickboxing, el full contact, y las artes marciales mixtas). El aikido no busca ser solo efectivo en una pelea real, es la búsqueda de la paz y no violencia.

### Las categorías de grados
Dentro del estilo de aikido más conocido, difundido por la organización Aikikai, se mantiene el sistema de grados kyū-dan, adaptado del Judo; comenzando por los grados kyū (desde el 8.º al 1.er kyū), y los grados dan (desde el 1.º hasta el 9.º dan), Morihei Ueshiba el maestro fundador no tiene rangos porque el es superior a los rangos al ser el fundador del aikido. Si bien las escuelas más tradicionales en el aikido, no utilizan cinturones de colores en los practicantes principiantes e intermedios (grados kyū) para indicar su nivel, esta es una práctica generalizada en otras, especialmente aquellas donde se enseña aikido a niños. 
| Mudansha (kyū)               | Niños (menores de 15 años) | Grados de 8 a 6 kyū     |
| Mudansha (kyū)               | Jóvenes y adultos          | Grados de 5 a 1 kyū     |
| Yudansha (dan)               | Fuku Shidoin (instructor)  | Desde el grado de 1 dan |
| Yudansha (dan)               | Shidoin (profesor)         | Desde el grado de 3 dan |
| Yudansha (dan)               | Sensei (maestro)           | Desde el grado de 4 dan |
| Shihan (maestro de maestros) | Desde el grado de 6 dan    |                         |

### Gradoskyūsegún el Universal Aikido DEAMYDC (España)
El Departamento Español de Artes Marciales y Deportes de Contacto (DEAMYDC) es una entidad, la cual posee ámbito nacional, estando registrado en España en el Ministerio del Interior con el n.º de registro nacional 607.327, así como son reconocidos por la Federación Española de Artes Marciales y Deportes de Contacto (FEAMYDC) . Tiene su propio orden de grados y códigos de color en los cinturones de los practicantes. 
Los grados kyū son los grados más básicos del aikido. Siguen una numeración inversa, por lo que un alumno que acabe de empezar a practicar aikido, ostentará el 10.º kyū, mientras que un alumno que esté a punto de obtener el cinturón negro (1.er dan) tendrá el 1.er kyū. Aunque los grados fueron tomados asimismo del kárate-do japonés, el sistema por grados de cinturones fue implantado por primera vez en el Judo, a principios del siglo XX. 
La Disciplina Universal Aikido (UAD) del Departamento Español de Artes Marciales y Deportes de Contacto (DEAMYDC), es una disciplina que ha unido diferentes estilos de aikido como Aikidō-budō, Yoseikan o Yoshinkan así como variantes menos conocidas del aikido para practicarlo universalmente.
En el formato UAD los cinturones ordenados de más inexperto a más experto son:
| Color                                                | Graduación                   | Descripción Universal Aikido DEAMYDC (UAD) | Portación       |
| ---------------------------------------------------- | ---------------------------- | --- | --------------- |
|                                                      | Cinturón blanco              | Blanco: Este color simboliza la inocencia, el inicio del practicante en el camino del aikido. Fé. Requiere un mínimo de 3 meses de portación | 3 meses         |
| Cinturón Blanco Amarillo de Universal Taekwondo UTD  | Cinturón blanco- amarillo    | Blanco-Amarillo: Esta combinación simboliza la inocencia en el inicio del practicante en el camino del aikido y a su vez se ven los pequeños destellos de la luz del sol. Requiere un mínimo de 3 meses de portación. (Menores de 14 años) | 3 meses         |
|                                                      | Cinturón amarillo            | Amarillo: Este color simboliza los pequeños destellos de la luz interior que quiere cubrir toda la tierra del mundo del aikido. Educación. Requiere un mínimo de 3 meses de portación. | 3 meses         |
| Cinturón Amarillo Naranja de Universal Taekwondo UTD | Cinturón amarillo-naranja    | Amarillo-Naranja: Esta combinación simboliza que los pequeños haces de luz comienzan a cubrir la tierra fértil, donde se plantará una nueva semilla que brotará como una futura planta. Requiere un mínimo de 4 meses de portación. (Menores de 14 años) | 4 meses         |
| Cinturón naranja de Universal Taekwondo UTD          | Cinturón naranja             | Naranja: Este color simboliza la tierra fértil, donde se plantará una nueva semilla que brotará como una futura planta. Admiración. Requiere un mínimo de 5 meses de portación. | 4 meses         |
| Cinturón Naranja Verde Universal Taekwondo UTD       | Cinturón naranja-Verde       | Naranja-verde: Esta combinación simboliza la semilla del aikido, sembrada en el practicante. Requiere un mínimo de 5 meses de portación. (Menores de 14 años) | 5 meses         |
|                                                      | Cinturón verde               | Verde: Esta combinación simboliza la germinación de la semilla, como una nueva planta. Moral. Requiere un mínimo de 7 meses de portación. | 7 meses         |
| Cinturón verde azul de Universal Taekwondo UTD       | Cinturón Verde-Azul          | Verde-Azul: Este color simboliza el crecimiento de la planta, a medida que las habilidades en el aikido comienzan a desarrollarse. Requiere un mínimo de 8 meses de portación. (Menores de 14 años) | 8 meses         |
|                                                      | Cinturón azul                | Azul: Simboliza el cielo, hacia el cual va creciendo la planta hasta convertirse en un árbol maduro, a medida que los conocimientos en aikido avanzan. Yacimiento. Requiere un mínimo de 9 meses de portación | 9 meses         |
| Cinturón Azul Marron Universal Taekwondo UTD         | Cinturón azul-marrón         | Azul-Marrón: Esta combinación simboliza a los primeros frutos que el árbol comienza a dar, los cuales son los frutos logrados en el aprendizaje del aikido. Requiere un mínimo de 11 meses de portación. (Menores de 14 años) | 11 meses        |
| Cinturón marron Universal Taekwondo UTD              | Cinturón marrón              | Marrón: Este color simboliza el peligro. Es la etapa en la cual el estudiante debe aprender a manejar la cautela para medir su fuerza ante sus oponentes. Al mismo tiempo, indica a sus oponentes que deben mantenerse alejados, debido a la madurez de sus conocimientos. Otro significado, es el fruto cosechado del árbol del aikido. Dedicación. Requiere un mínimo de 11 meses de portación. | 11 meses        |
| Cinturón Negro rojo 1 pum de Universal Taekwondo UTD | Cinturón negro-rojo          | Negro-Rojo: Este color simboliza la madurez del practicante en cuanto a su competencia en el aikido. Es completamente lo opuesto al color blanco aunque tiene el rojo de ser menor. Una representación que tiene el negro, es en el carbón, por su dureza y sencillez, el cual puede arder para generar energía o desintegrarse para escribir su historia, unido al color rojo de peligro de menor. Representa también la impermeabilidad de su portador, al miedo y la oscuridad. Requiere 1 año de portación. (Menores de 15 años) | 1 año           |
|                                                      | Cinturón negro 1.er dan      | Negro 1º Dan: Este color simboliza la madurez del practicante en cuanto a su competencia para impartir enseñanza en el aikido. Es completamente lo opuesto al color blanco. Una representación que tiene el negro, es en el carbón, por su dureza y sencillez, el cual puede arder para generar energía o desintegrarse para escribir su historia. Representa también la impermeabilidad de su portador, al miedo y la oscuridad. Continuidad. Requiere 1 año de portación.                                                          | 1 año           |
| Cinturón Negro rojo 2 pum de Universal Taekwondo UTD | Cinturón negro-rojo 2.º pum  | Negro-Rojo 2º Pum: Un grado más de conocimiento dentro de ese principio de no miedo dentro del aikido, aunque es un cinturón negro infantil dado que el mismo no puede realizar los combates en los exámenes. Requiere 1 año de portación. (Menores de 15 años) | 1 año           |
|                                                      | Cinturón negro 2.º dan       | Negro 2º Dan: El color simboliza la madurez en el arte marcial y las dos rayas simbolizan la antigüedad de dicha madurez. Fidelidad. Requiere 1 año de portación. | 1 año           |
| Cinturón Negro rojo 3 pum de Universal Taekwondo UTD | Cinturón negro-rojo 3.er pum | Negro-Rojo 3º Pum: Último grado difícilmente conseguido por pocos menores, dado que requiere haber comenzado muy jóvenes dentro del mundo del aikido. Se premia a esa carrera marcial con un grado más y con más experiencia dentro del aikido con su corta edad. Requiere 2 años de portación. (Menores de 15 años) | 2 años          |
|                                                      | Cinturón negro 3.er dan      | Negro 3º Dan: El color simboliza la madurez en el aikido, y las tres rayas simbolizan el esfuerzo del deportista. Esfuerzo. Requiere 2 años de portación. | 2 años          |
|                                                      | Cinturón negro 4.º dan       | Negro 4º Dan: Pocos artistas marciales llegan a este nivel, se suelen quedar por el camino, dado que es un camino duro y difícil. Asombroso. Requiere 3 años de portación. | 3 años          |
|                                                      | Cinturón negro 5.º dan       | Negro 5º Dan: Es el último paso del camino del aikido, dado que es el último nivel en el cual el deportista deberá examinarse. Magnífico. Requiere 4 años de portación. | 4 años          |
|                                                      | Cinturón negro 6.º dan       | Negro 6º Dan: Es el primer grado que se hace entrega por los méritos deportivos del artista marcial. Yang. Requiere 5 años de portación. | 5 años          |
|                                                      | Cinturón negro 7.º dan       | Negro 7º Dan: Es el segundo grado que se concede por méritos deportivos por parte de la federación. Devoción. Requiere 6 años de portación. | 6 años          |
|                                                      | Cinturón negro 8.º dan       | Negro 8º Dan: Es el tercer grado entregado por méritos deportivos, en este nivel, todavía uno se da cuenta de que se puede aprender mucho de sus alumnos, habiendo cumplido casi una vida en el aikido. Cumplido. Requiere 7 años de portación. | 7 años          |
|                                                      | Cinturón negro 9.º dan:      | Negro 9º Dan: Es el último título que se entrega en forma honorífica, por lo tanto, es la máxima graduación de FEAMYDC a la que un practicante de aikido puede aspirar en vida. | hasta la muerte |

### Enseñanza del aikido a los niños
A diferencia de otras artes marciales, la enseñanza del aikido a los niños (kodomo no aikido - 子供の合気道) dentro del aikido difundido por la organización Aikikai, no se encara como una práctica deportiva de competencia o combate, sino se busca modelar su carácter y capacidad de relacionarse con los demás. 
El aikido se basa en el principio de la no-resistencia, los niños aprenden a no ser agresivos, evitando tener peleas callejeras o en la escuela, dando lugar al diálogo. 
La enseñanza trata de motivarlos para que cada uno mejore el respeto de sí mismo y por los demás, fuera de un marco competitivo o de comparación con el resto. Es decir: 

«El Aikidō fundamentalmente permite que cada niño trabaje sobre sus limitaciones».

El progreso físico, técnico, cognitivo y emocional, de cada practicante se mide respecto a sí mismo.
En la práctica del aikido, se busca que el niño aprenda la importancia y desarrolle varios valores humanos tales como: el respeto, la humildad, la serenidad, la comprensión, la tolerancia, la determinación, la toma de decisiones, etc.; y se le ayuda a comprender que forma parte de un universo y como parte integrante de la naturaleza debe amarla y protegerla. 
El impartir clases de Aikido a niños requiere una didáctica muy diferente a la que se utiliza con los adultos, este sistema de enseñanza se basa en juegos psicomotrices, actividades recreativas y la enseñanza pedagógica de la paz y armonía con el Universo.

### Estilos y variantes
Como en el caso de otras artes marciales tradicionales formativas, como el karate, donde se dieron varias divisiones estilísticas o políticas. El aikido no ha sido ajeno a las diferencias de opinión y de no continuar con el aikido del fundador Morihei Ueshiba. Con el transcurso del tiempo, diversos maestros y alumnos del O- sensei Morihei Ueshiba siguieron su propio camino, crearon estilos propios y se orientaron hacia énfasis diferentes, como el enfoque deportivo, la práctica con armas tradicionales, la integración conceptual, los puntos en común con otras artes marciales tradicionales japonesas o gendai budō, el desarrollo del ki, el mejoramiento personal, y la defensa personal.
Las principales escuelas de aikido y sus respectivos fundadores son actualmente:
| Estilo                                           | Fundador                        |
| Aikikai                                          | Kisshomaru Ueshiba (1921-1999). |
| Iwama ryu                                        | Morihiro Saito (1928-2002).     |
| Shin-shin-tōitsu-aikidokai o ki aikido           | Kōichi Tōhei (*1920 -2011).     |
| Shodokan o tomiki aikido                         | Kenji Tomiki (1900-1979).       |
| Tendoryu                                         | Kenji Shimizu (*1940).          |
| Yoseikan o yoseikan budo, o aikijujutsu Yoseikan | Minoru Mochizuki (1907-2003).   |
| Kishintai                                        | Alejandro Bosch (1946 -).       |
| Yoshinkan                                        | Gozo Shioda (1915-1994).        |
| Kokusai Aikidō Kenshūkai Kobayashi Hirokazu Ha   | Hirokazu Kobayashi (1929-1998). |
| Aiki kokyu kan                                   | Mitzuo Kozono (1957-).          |
| Aiki-zen                                         | Shibucho H. Véliz (1951-).      |
| Aikidō Nishio                                    | Shoji Nishio (1927-2005).       |
| Kinomichi                                        | Masamichi Noro (1935 - 2013)    |
| Korindo                                          | Minoru Hirai (1903 - 1998)      |
| Manseikan                                        | Kanshu Sunadomari (1923 - 2010) |
| Shin'ei Taidō                                    | Noriaki Inoue (1902 - 1994)     |
| Birankai                                         | T. K. Chiba (1940-2015).        |

## La etiqueta en el Aikido
La práctica de la etiqueta se denomina reiho y está muy vinculada a las normas de cortesía japonesas así como a la profunda vocación espiritual de su creador, Morihei Ueshiba.
Al igual que las prácticas, la observancia de la etiqueta varía entre las diferentes escuelas, siendo en algunas muy estricta y en otras casi inexistente más que en algunas formalidades. 
El propósito de las normas de etiqueta no es solo formal, su razón fundamental es la de crear y mantener un estado de ánimo concentrado y una disciplina acorde.

### Formas de saludos

#### Seiza
En una correcta posición de seiza (sentado de rodillas), el practicante se sienta sobre sus talones, el dedo gordo del pie izquierdo puede cruzarse levemente por encima del derecho, pero no se cruzan los empeines de los pies. La espalda debe estar erguida, las rodillas ligeramente separadas, aproximadamente la anchura de dos puños. Ambas manos han de descansar levemente sobre los muslos. Las mujeres mantienen las rodillas juntas.

#### Seiza rei
Reverencia de rodillas en seiza. Un correcto seiza rei se realiza apoyando primero la mano izquierda con la palma hacia abajo por delante de la cara sobre el tatami, luego se apoya la derecha con el dedo índice y el pulgar tocando ligeramente los de la otra mano. Ambas manos forman así un espacio triangular entre ellas. Luego se dobla la espalda hacia delante hasta que la nariz ocupe el centro del espacio triangular que se ha creado con las manos. Luego se recoge primero la mano derecha y seguidamente la izquierda volviéndolas a su posición.
El seiza rei ante el kamiza, o santuario frontal, marca el inicio formal de la práctica. En la mayoría de las escuelas, antes de comenzar la práctica y al terminar la misma, se realiza la forma tradicional de la religión Omoto, de la cual Morihei Ueshiba era devoto, que consiste en dos inclinaciones, dos palmadas, y una tercera inclinación. En este caso las manos se mantienen con las palmas juntas. La mirada debe dirigirse hacia el tatami.
Antes de iniciar un ejercicio, se saluda al compañero en seiza, en este caso, la reverencia no es tan abajo como ante el kamiza, y la mirada se dirige al frente, prestando atención a los movimientos del compañero.

#### Ritsu rei
Reverencia de pie ante el kamiza. Se realiza cuando se ingresa o se regresa del tatami. En posición erguida con los pies levemente separados, aunque en paralelo, las manos extendidas a los costados, se inclina un poco la cabeza y el torso superior, la vista hacia el tatami.
Es un saludo más frecuente que el seiza rei al iniciar un ejercicio con un compañero, el ángulo de inclinación es menor que ante el kamiza, y la mirada se dirige al frente, prestando atención a los movimientos del compañero.

#### Tatehiza(zaho)
Es una posición intermedia antes de sentarse en seiza. Se aplica, por ejemplo, cuando oficiando de uke en una demostración del sensei, este la detiene para realizar una explicación. Esta posición permite incorporarse rápidamente.
Se retrasa un poco el pie izquierdo, y se flexionan ambas piernas hasta apoyar la rodilla izquierda en el tatami, con los dedos del pie doblados en contacto con el tatami. El pie y rodilla izquierda hacen la base de un triángulo y el pie derecho su vértice opuesto. Se juntan ambos pies y se baja la cadera hasta reposar en el talón izquierdo. Las manos reposan en los muslos.

### Etiqueta durante la práctica

#### Inicio de la práctica
Los kohai, o practicantes de grados kyu deben ingresar al tatami con tiempo antes del sensei, maestro. Cuando el sensei ingresa al tatami, los practicantes ya se encuentran sentados en seiza, mirando al kamiza, ordenados del más antiguo al más nuevo de derecha a izquierda y de adelante hacia atrás.
En algunas escuelas el sempai, o practicante más antiguo (generalmente con el grado de 1 kyu), se ubica de primero por la derecha en la fila. El sensei se ubica en seiza al frente, luego gira por su izquierda hacia el kamiza y todos realizan el seiza rei.
El sensei vuelve a girar hacia la clase y, con un seiza rei pronuncia un saludo de comienzo, por lo general onegaishimasu: por favor. Los practicantes responden del mismo modo. Luego el sensei indica ponerse de pie para comenzar la clase. En algunos casos el saludo lo dirige el sempai desde la derecha del tatami.

#### Durante la práctica
Se practica en silencio y concentración, evitando bromas y comentarios.
El practicante escucha las explicaciones del sensei con atención, evitando distraerse acomodándose la ropa, secándose la transpiración, etc.
Un practicante no corrige ni da indicaciones a su compañero, mucho menos si este es más antiguo que él, solamente realiza su práctica lo mejor posible para que el compañero aprenda.

#### Finalización de la práctica
A indicación del sensei, los practicantes se sientan en seiza, mirando al kamiza, ordenados del más antiguo al más nuevo de derecha a izquierda y de adelante hacia atrás. El sensei se ubica en seiza al frente, luego gira por su izquierda hacia el kamiza y todos realizan el seiza rei.
El sensei vuelve a girar hacia la clase y, con un seiza rei pronuncia un saludo de agradecimiento, por lo general domo arigato gozaimashita (muchas gracias). Los practicantes responden del mismo modo. Luego el sensei indica ponerse de pie para dar por terminada la clase. Los practicantes se ponen de pie en orden, primero el más antiguo, y así hasta el más nuevo.

### Etiqueta en la práctica con armas
Al ingresar al tatami con jō o bokken, se saluda con ritsu rei, o tachi rei, presentando el buki —arma— al kamiza con ambas manos mientras se realiza la reverencia. Hasta tanto comienza la práctica, el jo se mantiene en la mano derecha pegado a la parte posterior del brazo. Si se trata de bokken se lo mantiene en la mano derecha con el filo —el lado convexo—, hacia arriba y la punta hacia atrás.
Al comenzar la clase con jō o bokken, todos se ubican en seiza como en la clase normal, con el jō o bokken a la derecha. Si se trata de un bokken se ubica con el filo hacia el practicante y la punta hacia atrás. Antes del saludo inicial al kamiza, se ubica el buki en forma horizontal paralelo a las rodillas delante de cada uno y bastante alejado como señal de respeto y confianza, si es un bokken con el filo hacia el practicante.
Cuando el sensei gira por su izquierda hacia el kamiza, toma su jō o bokken con la mano derecha, llevándolo consigo, para ubicarlo al frente. Luego del saludo, el sensei gira por su derecha tomando el jō o bokken con la mano derecha y llevándolo consigo, para volverlo a dejar a su derecha antes del saludo a la clase.
Al entregar el jo a otro compañero siempre se hace ofreciéndolo con ambas manos. Para entregar el bokken a otro compañero, lo hace sujetándolo con la mano derecha ofreciendo el mango o tsuka.
Al finalizar la clase se procede de la misma manera para el saludo final.

## Técnicas y tácticas del aikido
El aikido es un arte marcial derivado del uso de las armas tradicionales del guerrero samurái, (como la espada, la lanza y el puñal) y la lucha cuerpo a cuerpo. Estructurado en una estrategia defensiva proveniente de un modelo filosófico de creación y preservación. Siendo diferente de otras artes marciales tradicionales más contemporáneas con las que comparte varias de sus técnicas de luxación, lanzamiento,  estrangulación, y golpeo; como: el jiu-jitsu japonés tradicional, el Judo y el hapkido coreano. Sin embargo el aikido, no es solo único por su filosofía sino debido a la integración estructurada de sus principios, aplicando las técnicas y tácticas de las armas tradicionales a los ataques y defensas a mano vacía; de forma similar a como ocurre con las artes marciales filipinas, o eskrima/kali. Siendo estilos que también transfieren los conceptos del combate armado a las técnicas a mano vacía. 

### Formas de ataque
Estas conforman las acciones de agarre/ retención/ captura, y los golpes (la mayoría basados en las trayectorias del sable, a manera de cortes o estocadas).
- Ai-hanmi-katatedori (相半身): ,el compañero toma mi muñeca derecha con su mano derecha, o mi muñeca izquierda con su mano izquierda.
- Gyaku-hanmi-katatedori (逆半身): el compañero toma mi muñeca derecha con su mano izquierda, o mi muñeca izquierda con su mano derecha.
- Katadori (-men-uchi) (肩取り 面打ち): el compañero me toma por el hombro con una mano y golpea verticalmente sobre mi cabeza.
- Munedori (胸取り): el compañero me toma por la ropa, a la altura del pecho.
- Shomen-uchi (正面打ち): corte vertical sobre la cabeza.
- Yokomen-uchi (横面打ち): corte lateral hacia la cabeza.
- Chudan-tsuki: golpe de puño al vientre, simulando un ataque con cuchillo"
- Ushiro-katate-eridori: el compañero me toma por el cuello de la ropa desde atrás.
- Katate-ryotedori: el compañero me toma el antebrazo con ambas manos.
- Ryotedori: el compañero me toma por las muñecas con sus manos, desde adelante.
- Ryo-hijidori: el compañero me toma por los codos con sus manos, desde adelante.
- Ryo-katadori: el compañero me toma por los hombros con sus manos, desde adelante.
- Ushiro-ryotedori: el compañero me toma por las muñecas con sus manos, desde atrás.
- Ushiro-ryohijidori: el compañero me toma por los codos con sus manos, desde atrás.
- Ushiro-ryokatadori:  el compañero me toma por los hombros con sus manos, desde atrás.
- Ushiro-katate-kubi-shime-katate-(tekubi-) tori: el compañero me estrangula con una mano desde atrás y al mismo tiempo me toma por la muñeca con la otra mano.
- Keri (geri): Patadas; pueden ser de frente (mae), laterales (yoko), en redondo (mawashi), hacia atrás (ushiro), en giro, etc. Son solo practicadas en profundidad por algunos estilos debido al entrenamiento requerido para ejecutarlas, y a la destreza necesaria por parte del atacante para caer adecuadamente después de recibir la técnica, de luxación, barrido o lanzamiento.

### Fundamentos tácticos o formas defensivas
- Shisei (postura, lenguaje corporal y actitud).
- Metsuke (mirada, visión periférica e intención).
- Kokyu (respiracion, relajación)
- Tai sabaki (tácticas o desplazamientos de defensa u ataque por medio del movimiento corporal unificado).
- Irimi (desplazamiento de entrada angulares respecto al centro del oponente, al tiempo que se evita su ángulo de ataque).
- Tenkan (desplazamiento circular envolvente respecto al centro del oponente a la vez que se dispersa y/o se redirige su ataque).
- Irimi - tenkan (combinación de las dos tácticas anteriores).
- Kaiten (desplazamiento con cambio de guardia, que permite ponerse al lado del contrario)
- Tenshin (desplazamientos basados en los cortes «suburi» con sable clasificados de 1 al 3 que permiten esquivar, absorber o redirigir la energía del ataque del contrario)
- Shikaku (ángulo muerto o punto ciego) donde el ataque del opuesto es ineficaz, una vez es canalizado, esquivado, redirigido o absorbido.
- Ukemi (técnicas de caídas dinámicas también llamados rodamientos, o de caídas en el sitio o estáticas).
- Te waza (técnicas de movimiento de la(s) mano(s)).
- Ashi waza (técnicas de pasos, desplazamientos y barridos).
- Uke waza (técnicas suaves de «bloqueo»/ chequeo, desvío y conexión con el adversario). Como: uke nagashi ude (irimi y tenkan), tegatana uke nagashi ude (irimi y tenkan).

### Técnicas básicas (kihon waza)
- Tai sabaki  (movimiento del cuerpo) desplazamientos circulares o angulares que buscan fundamentalmente salir de la línea de ataque del contrario, para unirse a su energía y canalizarla.
- Aiki taiso (técnicas básicas de alineación corporal conjunta que incluyen: centrado, respiración, desplazamiento, extensión y rotación, físicamente alusivas a las diferentes proyecciones y principios mecánicos de las luxaciones articulares características del Aikido; y filosóficamente relacionadas en lo gestual con el sintoísmo), se llevan a cabo en solitario, en grupo y por parejas.
- Ukemi waza (técnicas de caídas dinámicas o rodamientos y de caídas en el sitio, o estáticas).
- Kokyu ho (trabajos posturales de respiración, coordinación segmentaria unificada, sensibilización nerviosa y relajación muscular, enfocados a desarrollar la armonía/ la conexión física y emocional con el opuesto o 'musubi'; con el fin de absorber la energía física e intención emocional para recanalizarle teniendo en cuenta la inercia, y la transferencia del peso corporal dentro de un movimiento circular).
- Nage waza (técnicas de lanzamiento basadas en el desequilibrio, o creación de un vacío según el caso).
- Kansetsu waza (técnicas de luxación articular).
- Te waza (técnicas de movimientos de las manos).
- Ashi waza (técnicas de pasos, pisotones, zancadillas, desplazamientos y barridos).
- Shime waza (técnicas de estrangulación).
- Atemi waza (técnicas de golpeo, que por lo general buscan aturdir al contrario, para permitir la entrada a una técnica de luxación, una proyección, o a una inmovilización).

#### Kihon nage waza(proyecciones base)
- Shihonage (四方投げ): proyección de las "cuatro" direcciones.
- Kote gaeshi (小手返し): proyección por torsión de muñeca.
- Irimi nage (入り身投げ): proyección por entrada o arremetida.
- Kaiten nage(回転投げ): proyección por giro del brazo, por el exterior hasta el lìmite articular del hombro.
- Tenchi nage (天土投げ): proyección de cielo y tierra.
- Kokyu nage (コキュなげ): proyección cediendo o respiratoria.

#### katame waza (principios de inmovilización de los miembros superiores)
Los principios para inmovilización de miembros superiores (muñeca, codo, y hombro) son considerados así ya que son origen de la conexión entre los practicantes y/o el producto del movimiento circular; estos pueden ser aplicados por separado o en combinación unos con otros, o de manera conjunta con un lanzamiento.
- Ikkyo (一教), "primera enseñanza": retención por rotación interna del brazo y muñeca seguida de presión sobre el codo en extensión.
- Nikkyo (二教), "segunda enseñanza": retención por rotación externa y presión sobre la muñeca en flexión, manteniendo el codo en semi flexiòn.
- Sankyo (三教), "tercera enseñanza": retención por torsión interna del brazo, con el codo en semi-flexión y muñeca en flexión.
- Yonkyo (四教), "cuarta enseñanza": retención por rotación interna del brazo, manteniendo el codo en semi-flexión y con presión sobre un punto vulnerable (nervio cubital).
- Gokyo, (五教)"quinta enseñanza": retención por flexión del brazo y presión sobre el codo, similar a ikkio.
- Rokyo, (第教)"sexta enseñanza": retención por extensión y luxación del codo por la axila, similar a la técnica de " waki gatame" en el Judo.

### Otras técnicas

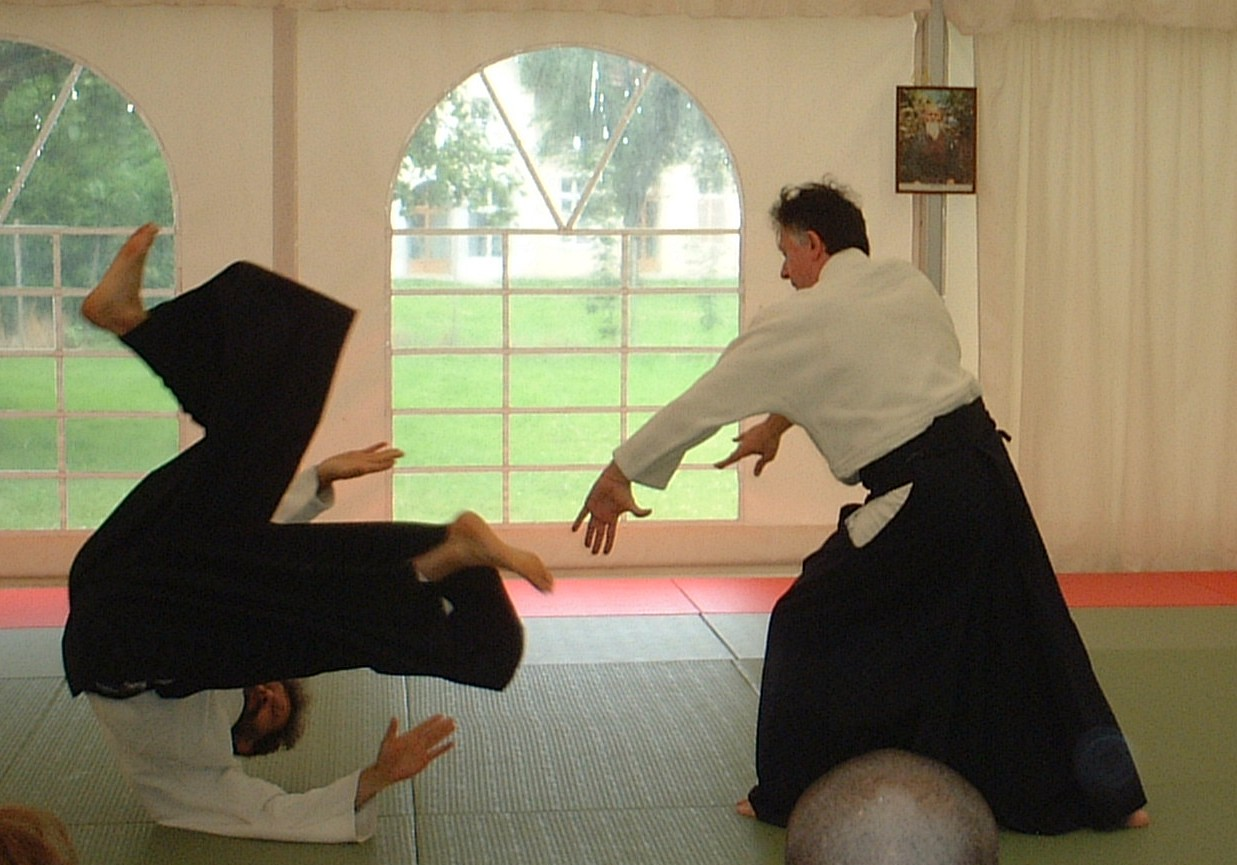
Ejecución de la técnica morote dori-kokyu nage (proyección respiratoria), por el maestro francés Gerard Blaize, 7 Dan.

- Kokyu-waza: técnicas de respiración, centrado y relajación.
- Henka-waza: variaciones/ combinaciones de las técnicas básicas.
- Oyo-Waza: técnicas libres aplicadas a la defensa personal.
- Kaeshi-waza: contratécnicas.
- Renzoku-waza: técnicas continuas, luxaciones articulares, inmovilizaciones y/ o lanzamientos múltiples.
- Koshi-waza: técnicas/ proyecciones con la cadera.
- Suwari-waza: técnicas desde posición de sentado.
- Hanmi-handachi-waza: técnicas con nage sentado y uke de pie.
- Tachi-waza: técnicas con ambos nage y uke de pie.
- Taninzu-dori: técnicas contra varios atacantes.
- Tanto-dori: técnicas con y contra el puñal, o cuchillo.
- Tachi-dori: técnicas con y contra sable.
- Jo-dori: técnicas con y contra el bastón medio.
- Kumi-Jo: ejercicios de combate preestablecido con bastón medio o lanza corta.
- Kumi-tachi: ejercicios de combate preestablecidos con sable.
- Tambo-dori: técnicas con y contra el bastón corto.
- Atemi-waza : técnicas de golpeo a los puntos vulnerables.
- Ateki-waza: técnicas que buscan afectar la inteligencia emocional del opuesto.
- Kyusho-waza:técnicas de golpeo angular, presión o fricción a los diferentes puntos de presión, las cuales buscan facilitar la ejecución de un gesto técnico, sea una luxación o un lanzamiento. A nivel avanzado pueden ser usadas en secuencia para atacar los sistemas nervioso, circulatorio, respiratorio o afectar el metabolismo energético de varios órganos.
- Shime-waza: técnicas de estrangulación.
- Ne-waza: técnicas de lucha en el suelo como continuación de una sumisión/ luxaciones múltiples, son solo practicadas superficialmente por algunos estilos.
- Kuatsu: técnicas de reanimación por medio de masajes, manipulación corporal y/o uso de los puntos de presión.
- Kappo- waza: técnicas de primeros auxilios en caso de lesiones articulares, óseas y de tejidos blandos, basadas en comparación segmentaria, manipulación corporal, tracción, reducción, y/o presión.

### Técnicas con armas tradicionales obuki waza

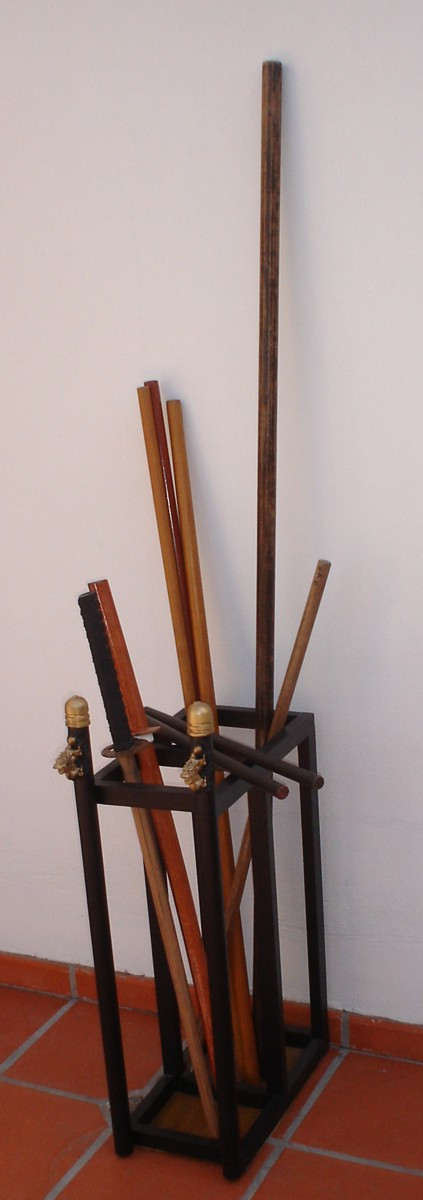
Armas tradicionales usadas en el aikido: bokken, jō, tambō, tantō, bō.

El aikido posee numerosas técnicas y tácticas de ataque, defensa, contraataque, y desarme. Estructuradas por O-sensei Morihei Ueshiba; heredadas del kenjutsu (esgrima con sable clásica), el Sōjutsu (lanza) y el kobudō (arte de las armas tradicionales), e incluidas dentro de las trayectorias de sus movimientos. La mayoría de estilos, variantes, asociaciones y federaciones de aikido, promueven el uso de algunos o varios de los siguientes: el sable tradicional japonés o katana, el sable de madera o bokken (de aproximadamente 80 cm - 90 cm.), la lanza corta o bastón medio jō (1,1 m o 1,3 m.) , el bastón corto o tambō (30 cm - 45 cm.), y el cuchillo de madera o tantō (15 cm - 30 cm.) no solo como parte del entrenamiento en armas tradicionales, sino para una mejor comprensión de la dinámica de los diferentes movimientos en círculo y espiral encontrados en varias de las técnicas a mano vacía. Igualmente varias de estas armas tradicionales se encuentran en el currículo bajo los términos aiki-ken y aiki-jō, que engloban varias secuencias técnicas en parejas. El entrenamiento en armas tradicionales se desarrolla por medio del kihon (movimientos básicos, que incluyen las posiciones de guardia o kamae, los cortes o suburi, las estocadas o tsuki, los bloqueos o chequeos o (uke, harai), sus combinaciones, junto con los diferentes movimientos tácticos o desplazamientos, como: tenshin, irimi, irimi-tenkan, kaiten, suri o ayumi ashi, roppo, etc.), kata (formas preestablecidas en pareja o en solitario), y el kumi-jō o kumi-ken (o formas de combate preestablecido, entre armas tradicionales iguales o diferentes).

#### Técnicas con eljōo bastón de longitud media, lanza corta oaiki-jō
Enumeración de algunas de las técnicas con el jō (bastón medio, entre 1,1 y 1,3 m.)
- Tsuki (golpes directos, estocadas):
  -     - Choku-zuki:
    - Ushiro-zuki
    - Gedan-gaeshi
    - Jodan-gaeshi
    - Kaeshi-zuki:
    - Ushiro-zuki
    - Gedan-gaeshi
    - Jodan-gaeshi

  - Ushiro-zuki

- Uchikomi (golpes indirectos, similares a cortes):
  - Shomen-uchi:
    - Gedan-gaeshi

  - Yokomen-uchi:
    - Gedan-gaeshi
    - Nagare-gaeshi

  - Gedan-uchi:
    - Jodan-gaeshi

- Hasso (golpes directos o indirectos desde la posición lateral alta):
  - Shomen-uchi:
  - Chudan-zuki:
  - Ushiro-zuki
  - Koho barai

- Katate (movimientos de transición o golpes desde diferentes guardias y posiciones alta - media baja):
  - Katate-gedan-gaeshi
  - Toma-katate-uchi
  - Katate-hachi-no-ji-gaeshi Hasso

## Personajes famosos
En el cine
- Steven Seagal, famoso actor a nivel mundial de Hollywood y músico, maestro cinturón negro 7 Dan Aikido Aikikai.

En los videojuegos
- Aoi Umenokoji, personaje de la serie de videojuegos Virtua Fighter
- Tamaki, personaje del videojuego Dead or Alive 6
- Tenko Chabashira, personaje del videojuego Danganronpa V3: Killing Harmony es la "Super Practicante de Aikido de Secundaria"